# Anhängsel-Röhrling
Der Anhängsel-Röhrling (Butyriboletus appendiculatus, Syn. Boletus appendiculatus), auch Gelber Bronze-Röhrling oder Gelber Steinpilz genannt, ist eine sehr selten gewordene Pilzart aus der Familie der Dickröhrlingsverwandten (Boletaceae). Der Pilz hat seinen Namen durch einen Fortsatz (Anhängsel) erhalten, der sich in den Boden eingesenkt an der Stielbasis befindet.

## Merkmale

### Makroskopische Merkmale
Der polsterförmige Hut erreicht einen Durchmesser von 6–15(–20) cm. Er hat eine feinfilzige bis lederartige und trockene Oberfläche. Die Farbe reicht von ocker-braun bis kastanienbraun; Fraßstellen sind gelblich bis orange-rosa gefärbt. Der Hutrand ist scharf und die Huthaut kann etwas überstehen. Die Röhren sind am Stiel kurz ausgebuchtet und besitzen feine, rundliche Poren/Mündungen. Sie sind leuchtend gelb gefärbt, im Alter oliv-gelblich und blauen meist an Druckstellen. Das Sporenpulver hinterlässt einen oliv-braunen Abdruck. Der zylindrische, keulige Stiel wird zwischen 8–10 cm lang und bis zu 4 cm breit. Er ist zitronengelb gefärbt und besitzt ein feinmaschiges gelbliches bis bräunliches Netz, das auch die untere Stielhälfte erreicht. Das harte und feste Fleisch (Trama) hat eine blass oder kräftiger zitronengelbe Farbe und bleibt im Anschnitt unveränderlich oder blaut nur schwach. Es riecht angenehm säuerlich und schmeckt mild, schwach nach Nüssen.

### Mikroskopische Merkmale
Die länglich-elliptischen bis spindelförmigen und blassgelben Sporen messen 10–16 × 4–6 Mikrometer.

## Artabgrenzung

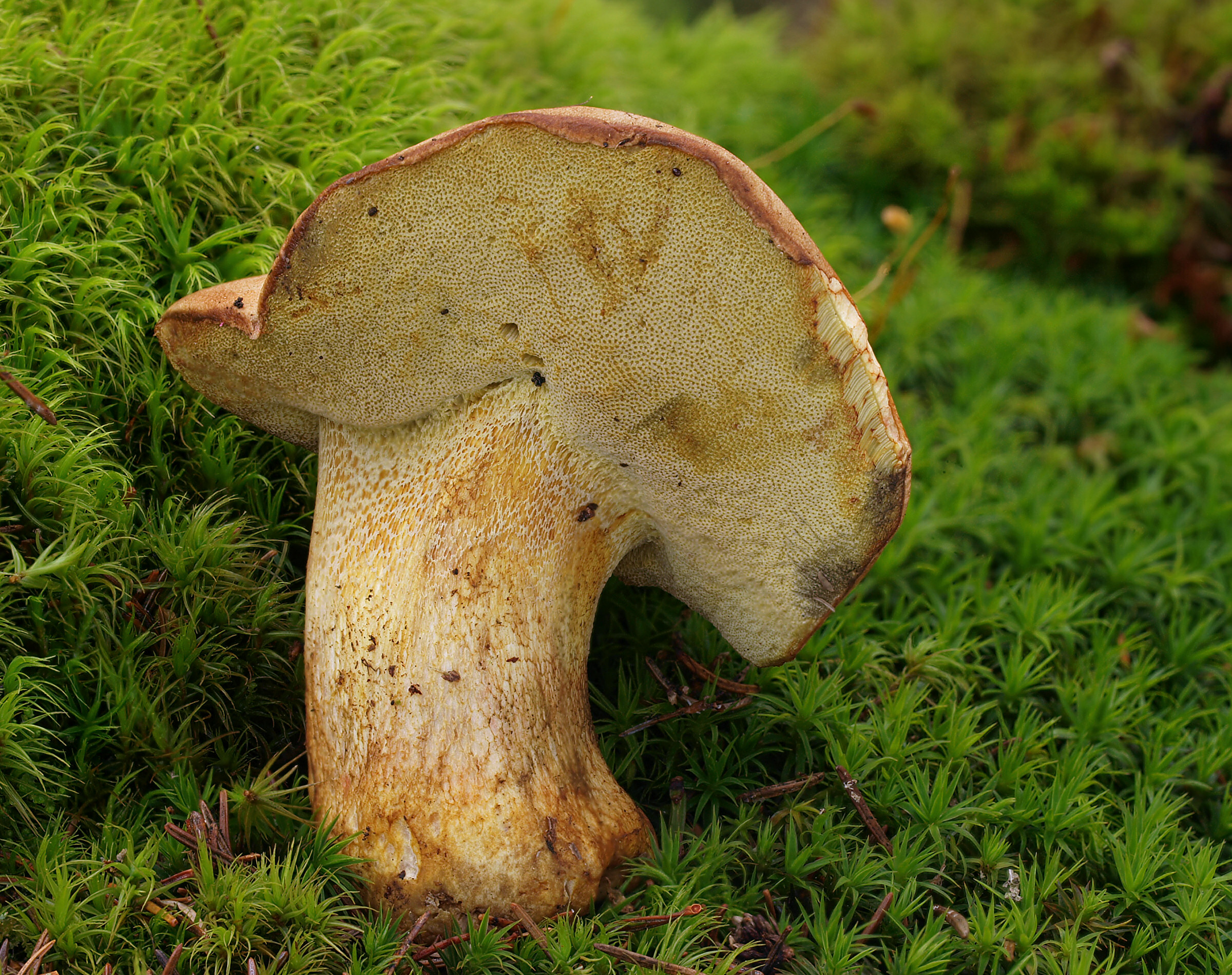
Nadelwald-Anhängsel-Röhrling
(Butyriboletus subappendiculatus)

Sehr ähnlich ist der Nadelwald- oder Falsche Anhängsel-Röhrling (Butyriboletus subappendiculatus). Im Gegensatz zum „echten“ Anhängsel-Röhrling wächst er ausschließlich im Nadelwald. Darüber hinaus unterscheidet er sich durch weißliches Fleisch, das nur im Bereich der Rinde gelb getönt ist, die deutlich helleren Röhren und die nicht wurzelnde Stielbasis. Erst 1979 wurde der Pilz als eigene Art beschrieben. Er wird oft mit verschiedenen Steinpilzarten verwechselt. Diese besitzen aber erst im Alter gelbliche Röhren, sind vollständig weißfleischig und blauen nicht.

## Ökologie und Phänologie
Den Anhängsel-Röhrling findet man in Laubwäldern, häufig auf kalkhaltigem Boden. Er ist ein Mykorrhizapartner der Buche, Eiche und Edelkastanie.
Die Fruchtkörper erscheinen in Mitteleuropa von August bis Oktober.

## Verbreitung
Der Anhängsel-Röhrling ist eine seltene und wärmeliebende Art. Er hat die gleichen klimatischen Ansprüche wie der Bronze-Röhrling (Boletus aereus). In Richtung Norden sind beide Arten seltener.

## Bedeutung
Der Anhängsel-Röhrling gilt zwar als ausgezeichneter Speisepilz, allerdings ist er in Deutschland aber nach der Bundesartenschutzverordnung geschützt und darf nicht gesammelt werden.